# Oabius aiolus
Oabius aiolus är en mångfotingart som beskrevs av Chamberlin 1938. Oabius aiolus ingår i släktet Oabius och familjen stenkrypare. Inga underarter finns listade i Catalogue of Life.